# لبابه بنت حارث

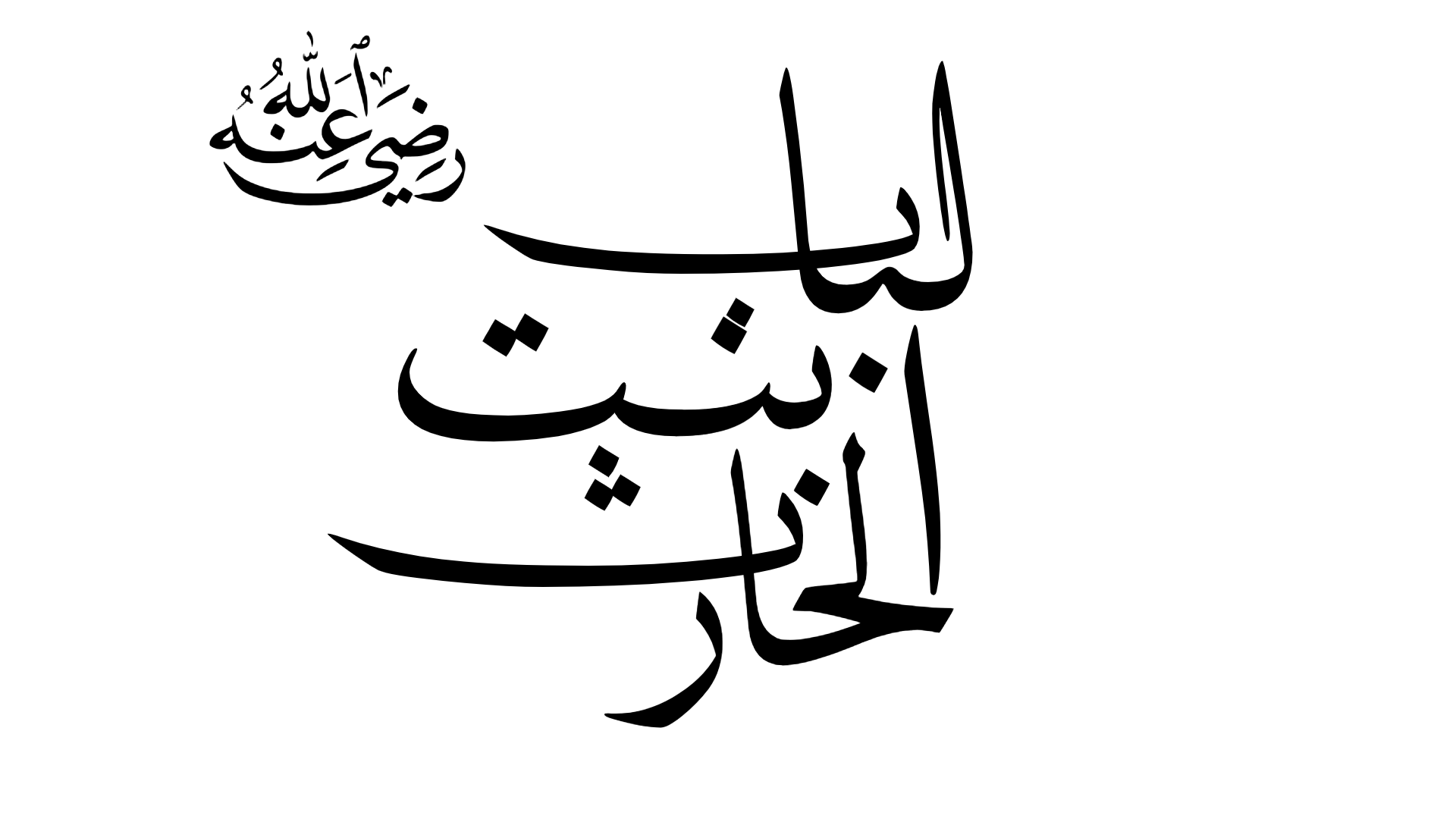
لبابه دختر حارث

لُبابَه بنت حارِث معروف به امّ فضل مادر عبدالله بن عباس و فضل بن عباس است. لبابه همسر عباس بن عبدالمطلب و خواهر میمونه بنت حارث است. ام فضل سومین زنی بود که به اسلام گروید.
لبابه دختر حارث بن حزن بن بجیر بن هزم بن رؤیبهٔ بن عبداللّه بن هلال بن عامر بن صعصعهٔ بن معاویهٔ بن بکر بن هوازن بن منصور بن عکرمهٔ بن خصفهٔ بن قیس بن عیلان بن مضر است.
ام الفضل برای عباس شش پسر به نامهای فضل و عبدالله و عبیدالله و معبد و قثم و عبد الرحمن و دختری به نام ام حبیب آورد.

## خواهران ام الفضل
میمونه است که خواهر پدر و مادری او و همسر محمد پیامبراسلام بود عصماء او خواهر پدری ام الفضل و مادر خالد بن ولید بن مغیره است، و عزّة و هزیله که این دو هم خواهران پدری اویند.
برادران و خواهران مادری ام الفضل نیزعبارتند از محمیه پسر جزء زبیدی که از اصحاب پیامبراست، و عون و اسماء بنت عمیس که همسر جعفر بن ابیطالب بود و سلمی بنت عمیس که همسرحمزه بن عبدالمطلب عموی پیامبر اسلام شد. مادرایشان پیرزن جرشی به نام هند بود که به داشتن بهترین دامادها معروف بود.
در نزد پیامبر اسلام سخن از میمونه و ام الفضل واسماء و سلمی به میان آمد و آن حضرت فرمودند: این خواهران زنانی مؤمن‌اند.
در طبقات الکبری ابن سعد روایاتی به این مضمون دربارهٔ وی آمده است:
ام الفضل در خواب دید که پاره ای از تن پیامبر در خانهٔ او افتاده است! نزد وی رفت و گفت به سبب خوابی که در مورد شما دیده ام پریشانم! اما پیامبر اسلام پس از شنیدن خواب وی گفت: «دخترم فاطمه پسری می‌آورد که او را با شیر پسرت قثم شیر خواهی داد». به این ترتیب ام الفضل دایهٔ حسین بن علی بن ابیطالب امام سوم شیعیان شد.
دربیماری پیامبر، ام الفضل در نزدش نشسته بود آن‌گاه گریست پیامبر اسلام از او پرسید تورا چه شده است؟ در جواب گفت: خداوند متعال برای ما خبر از رحلت شما می‌دهد و چه خوب است دربارهٔ ما به آن کسی که پس ازشما خواهد بود سفارش فرمایی! چه حکومت در خاندان ما باشد چه نباشد. پیامبر به او گفت که پس از من بر شما چیره می‌شوند و شما را به استضعاف می‌کشند.
ام الفضل در دورهٔ خلافت عثمان پیش ازهمسرش درگذشت. امّا اخباری هم از وی در ابتدای خلافت علی بن ابیطالب آمده است که از مکه برای خلیفهٔ وقت در مدینه نامه نوشت که عایشه همسر پیامبر در پی تجهیز لشکر به قصد جنگ با شماست!